# Oxiartes
Oxiartes (Persa: وخشارد) foi um nobre bactriano que viveu no século IV a.C. Ele era o pai de Roxana, esposa de Alexandre, o Grande, e o avô de Alexandre IV.

## Biografia
A primeira menção que se tem de Oxiartes indica que ele foi um dos que acompanharam Besso, sátrapa da Bactriana, em sua fuga após o assassinato de Dario III.
Depois da morte de Besso, ele deixou sua esposa e filhas em uma fortaleza na Soguediana, que era considerada impenetrável. Quando Alexandre ofereceu rendição, a guarda da fortaleza riu, e disse para Alexandre procurar soldados com asas, porque eles não tinham medo de mais ninguém. Alexandre então ofereceu um prêmio de vinte talentos para o primeiro que chegasse, e com prêmios decrescentes para o segundo, terceiro, até o último, que receberia trezentos dáricos. Apesar das dificuldades, uma tropa de trezentos escaladores subiu a montanha pela parte mais difícil, perdendo trinta homens, cujos corpos jamais foram encontrados.
Os homens então sinalizaram a Alexandre que estavam dentro da fortaleza, e ele chamou de novo os bárbaros, dizendo para eles se renderem logo, porque ele havia encontrado os homens com asas. Os bárbaros, achando que havia mais homens, e que eles estavam armados, entraram em pânico e se renderam. Dentre as pessoas capturadas estavam as esposas e filhas de vários homens importantes, inclusive Roxana, filha de Oxiartes, considerada pelos soldados a mulher mais bela da Ásia, depois da esposa de Dario III. Alexandre se apaixonou por Roxana, não quis tratá-la como uma cativa, e não achou que seria desonroso casar com ela. O casamento aconteceu em 327 a.C., comemorado com um magnífico banquete.
Oxiartes soube que seus filhos estavam com Alexandre, que tratava Roxana com respeito; tomando coragem, se aproximou de Alexandre, e foi tratado com honra na corte do rei. Oxiartes foi enviado a Corienes, que também guardava uma outra fortaleza; pelo exemplo de Oxiartes, que falou que não havia nada que Alexandre não conseguisse tomar, e mencionando a honra e justiça de Alexandre, Chorienes também se rendeu a Alexandre.
Pouco depois, vamos encontrá-lo como sátrapa da província de Paropâmiso, na Índia, substituindo Tiríaspes, que, segundo relatos, havia exercido sua autoridade de forma imprópria. Esta posição foi mantida até a morte de Alexandre, quando foi confirmado na primeira divisão de províncias realizada pelos generais do conquistador (a Partilha da Babilônia), e na partilha seguinte, ocorrida em 321 a.C., a Partilha de Triparadiso.
Em um período posterior, encontramo-lo enviando uma pequena força militar em ajuda a Eumenes de Cardia, mas após a morte desse general (316 a.C.), ele parece ter se colocado a serviço de Antígono Monoftalmo, que tratava de impor sua autoridade.
Droysen estima que ele teria morrido antes da expedição de Seleuco I Nicátor à Índia, porque, à essa época, encontramos Seleuco cedendo Paropâmiso a Chandragupta Máuria, sem qualquer menção a Oxiartes.